# Desmodium aparines
Desmodium aparines là một loài thực vật có hoa trong họ Đậu. Loài này được (Link) DC. miêu tả khoa học đầu tiên.